# Marco Muggiani
Marco Muggiani (Milano, 21 aprile 1894 – Milano, 9 gennaio 1963) è stato un cestista, allenatore di pallacanestro e dirigente sportivo italiano.
È considerato un pioniere della pallacanestro italiana, della quale fu in assoluto il primo a ricoprire il ruolo di commissario tecnico della Nazionale maschile.
Era fratello minore di Giorgio (1887, fondatore dell'Inter) e Arrigo (1889).

## Carriera
Il 21 dicembre 1921, presso la Birreria Colombo di Milano, è stato eletto segretario della neonata Federazione Italiana Basketball. A casa sua era anche ospitata la prima sede della FIB, in via Disciplini 15. In quel periodo già era tesserato per l'Internazionale Milano. Ha mantenuto questa carica fino al 1926.
Nel 1923 vinse lo scudetto con i nerazzurri. Nel 1926 ha diretto la nazionale italiana nelle sue prime due uscite: Italia-Francia 23-17 e Francia-Italia 18-22.
Riposa al Cimitero Monumentale di Milano.

## Palmarès
- Campionato italiano: 1

Internazionale Milano: 1923